# খ
Cette page contient des caractères spéciaux ou non latins. S’ils s’affichent mal (▯, ?, etc.), consultez la page d’aide Unicode.
খ, appelé khokar ou khô et transcrit kh, est une consonne de l’alphasyllabaire bengali.

## Représentations informatiques
Ses caractères Unicode sont :
| formes | représentations | chaînes de caractères | points de code | descriptions                               |
| ------ | --------------- | --------------------- | -------------- | ------------------------------------------ |
| pleine | খ               | খ                     | U+0996         | lettre bengali kha                         |
| morte  | খ্               | খ◌্                    | U+0996 U+09CD  | lettre bengali kha, symbole bengali virama |